# Tủ sách pháp luật
Tủ sách pháp luật là một loại hình tuyên truyền, phổ biến, giáo dục pháp luật tại Việt Nam bằng hình thức tủ sách chứa đựng các văn bản pháp luật, các chủ trương chính sách của nhà nước Việt Nam. Tủ sách pháp luật là nơi lưu giữ, khai thác và sử dụng sách, báo, tài liệu pháp luật để phục vụ nhu cầu công tác, nghiên cứu, tìm hiểu của người đọc. Theo Quyết định của Thủ tướng Chính phủ Việt Nam, Tủ sách pháp luật được xây dựng, khai thác từ Ủy ban nhân dân cấp xã đến các cơ quan hành chính nhà nước, tổ chức kinh tế, đơn vị sự nghiệp, đơn vị vũ trang nhân dân, nhà trường và cơ sở giáo dục khác của hệ thống giáo dục quốc dân, của cơ quan nhà nước, tổ chức chính trị-xã hội, lực lượng vũ trang nhân dân.

## Mục đích
Việc xây dựng Tủ sách pháp luật cấp xã, cơ quan, đơn vị là một trong các hình thức, biện pháp giúp tăng cường phổ biến giáo dục pháp luật và thực hiện dân chủ ở cơ sở. Đồng thời nhằm trang bị kiến thức pháp luật cho cán bộ và nhân dân, là một công cụ hữu ích hỗ trợ trong việc tìm hiểu pháp luật, áp dụng pháp luật trong hoạt động quản lý điều hành của nhà nước cũng như nâng cao hiểu biết, ý thức chấp hành pháp luật cho nhân dân. việc xây dựng, quản lý, khai thác tủ sách pháp luật xã, phường rất cần thiết, góp phần nâng cao trình độ hiểu biết pháp luật của người dân, hạn chế tình trạng khiếu kiện vượt cấp, kéo dài, đồng thời là cẩm nang của cán bộ cơ sở trong công tác chuyên môn. Nó cũng là phương tiện cung cấp tư liệu cho cán bộ ở cơ sở nghiên cứu sử dụng, giải quyết công việc. Đây là một trong những công cụ tuyên truyền, phổ biến giáo dục pháp luật hiệu quả và thiết thực.

## Các loại hình
Tủ sách pháp luật được xây dựng theo những mô hình thống nhất cho từng loại địa bàn, từng loại đối tượng phục vụ. Việc xây dựng và quản lý tủ sách pháp luật phải được đặt trong tổng thể các biện pháp tăng cường phổ biến, giáo dục pháp luật và thực hiện dân chủ ở cơ sở. Việc đầu tiên khi xây dựng tủ sách pháp luật là phải có quyết định xây dựng tủ sách pháp luật của lãnh đạo chính quyền, cơ quan, tổ chức, Thủ trưởng đơn vị ban hành.
Tủ sách pháp luật bao gồm hai loại chính là:
- Tủ sách pháp luật cấp xã là nơi lưu giữ, khai thác và sử dụng sách, báo, tài liệu pháp luật để phục vụ công tác của cán bộ, công chức chính quyền và đoàn thể ở cơ sở, phục vụ nhu cầu tìm hiểu pháp luật của nhân dân nhằm giúp tăng cường phổ biến giáo dục pháp luật và thực hiện dân chủ ở cơ sở.
- Tủ sách pháp luật ở cơ quan, đơn vị là nơi lưu giữ, khai thác và sử dụng sách, báo, tài liệu pháp luật để phục vụ nhu cầu nghiên cứu, tìm hiểu pháp luật của cán bộ, công chức, viên chức, nhà giáo, người học, người sử dụng lao động, người lao động và cán bộ, chiến sĩ quân đội nhân dân, công an nhân dân.

## Nội dung
Tuỳ theo tủ sách có đối tượng phục vụ rộng hay hẹp mà tủ sách có nội dung khác nhau. Một tủ sách pháp luật thường có các loại sách, tài liệu sau:
- Các văn kiện, nghị quyết của Đảng Cộng sản Việt Nam
- Công báo, các văn bản pháp luật hiện hành của Nhà nước phục vụ việc nghiên cứu, tham khảo, tra cứu, viện dẫn, áp dụng pháp luật vào từng lĩnh vực chuyên môn, nghiệp vụ của cán bộ, công chức chuyên môn và việc tìm hiểu pháp luật của nhân dân. Loại văn bản này bao gồm:
  - Hiến pháp
  - Các bộ luật, đạo luật, các văn bản hướng dẫn thi hành luật trong các lĩnh vực nhà nước, hành chính, dân sự, hình sự, hôn nhân - gia đình, tài chính, kinh tế, lao động...
- Các tài liệu nghiên cứu, chuyên khảo, bình luận khoa học về pháp luật, các bài trao đổi kinh nghiệm xây dựng văn bản, kinh nghiệm và thực tiễn áp dụng pháp luật trong công tác quản lý nhà nước và trong hoạt động tư pháp...
- Các loại sách hướng dẫn nghiệp vụ công tác chuyên môn như sổ tay công tác tư pháp xã, sổ tay cán bộ xã, phường, thị trấn...
- Các tạp chí, tập san, báo chuyên đề pháp luật của cơ quan Tư pháp, Kiểm sát, Toà án và các cơ quan bảo vệ pháp luật khác.
- Các tài liệu tuyên truyền pháp luật phổ thông như đề cương tuyên truyền văn bản pháp luật, sách hỏi đáp pháp luật, sách pháp luật bỏ túi và các tài liệu hướng dẫn tìm hiểu pháp luật cho công dân.
- Các mẫu biểu, đơn từ được sử dụng thống nhất theo quy định của nhà nước trong các lĩnh vực hành chính, kinh tế, dân sự, tư pháp, hộ tịch…

Có thể chia các loại sách của tủ sách pháp luật thành ba loại chính:
- Các sách, tài liệu pháp luật phổ thông gồm những kiến thức pháp luật cần thiết chung cho mọi đối tượng.
- Các văn bản pháp luật liên quan đến việc giải quyết các công việc chuyên môn, nghiệp vụ theo chức năng của cơ quan, tổ chức.
- Các sách, tài liệu tham khảo, phục vụ công tác nghiên cứu tìm hiểu có tính chuyên sâu nâng cao.

## Địa điểm
Trong cuộc sống hàng ngày, người dân luôn cần đến pháp luật cho nên việc đưa pháp luật đến với mọi người là một trong những vấn đề của nhà nước thông qua nhiều hình thức khác nhau trong đó có việc đặt những tủ sách pháp luật tại những nơi, địa điểm thuận tiện nhất.
- Tủ sách pháp luật hay ngăn sách pháp luật tại các điểm bưu điện văn hoá xã.
- Ngăn sách pháp luật tại các làng văn hoá (thường đặt tại nhà văn hoá).
- Tủ sách pháp luật/ngăn sách pháp luật ở các vùng dân tộc, tôn giáo (thường đặt trong các nhà chùa, nhà thờ…). Đây là mô hình tủ sách pháp luật rất thích hợp với những vùng có nhiều người dân tộc, người theo đạo sinh sống.
- Tủ sách pháp luật/ngăn sách pháp luật tại Đồn biên phòng.
- Túi sách pháp luật lưu động là mô hình thuận tiện cho việc luân chuyển sách từ tủ sách pháp luật đến với đối tượng sử dụng ở các tổ dân phố, khu dân cư,
- Tủ sách pháp luật/ngăn sách pháp luật ở cơ quan, đơn vị, doanh nghiệp, trường học. Tủ sách pháp luật loại này thường có đối tượng phục vụ hẹp, có tính chuyên môn, gắn với chức năng, nhiệm vụ.

## Những hạn chế
Có đánh giá cho rằng, việc khai thác tủ sách pháp luật ở các địa phương ít mang lại hiệu quả và hiệu quả khai thác tủ sách là một vấn đề vì các tủ sách chưa thực sự phát huy hiệu quả của mình, hiện có rất ít người đến mượn, đọc sach và đối tượng mà các tủ sách đã phục vụ chủ yếu là cán bộ cấp xã. Ngoài ra, có địa phương báo cáo rằng sau hơn một năm thực hiện quyết định của Thủ tướng Chính phủ về việc xây dựng, quản lý, khai thác tủ sách pháp luật xã, phường, hầu hết các địa phương trên địa bàn đều đã có tủ sách pháp luật, nhưng hiệu quả sử dụng chưa cao.